# Utilitarismo médio e total
O utilitarismo geralmente afirma que maximizar a qualidade da experiência consciente é importante; na verdade, é geralmente a base de sua abordagem consequencialista à ética. No entanto, Henry Sidgwick perguntou: "É felicidade total ou média que procuramos obter no máximo?"

## Utilitarismo total
Utilidade total (também totalismo) é um método de aplicar o utilitarismo a um grupo para descobrir qual seria o melhor conjunto de resultados. Assume-se que a utilidade de destino é a utilidade máxima em toda a população, com base na adição de todas as utilidades separadas de cada indivíduo.
O principal problema para o utilitarismo total é o "paradoxo da mera adição", que argumenta que um resultado provável do seguinte utilitarismo total é um futuro em que há um grande número de pessoas com valores de utilidade muito baixos. Derek Parfit chama isso de "a repugnante conclusão", acreditando ser intuitivamente indesejável.
Para sobreviver ao mero paradoxo da adição com um modelo consistente de utilitarismo total, os utilitaristas totais têm duas escolhas. Eles podem afirmar que a vida de utilidade superior está em uma escala completamente diferente e, portanto, incomparável aos níveis mais baixos de utilidade, ou negam que haja algo errado com a conclusão repugnante. (Embora Sikora argumente que já podemos estar vivendo nesse estado mínimo. Particularmente, como as medições de qualidade de vida são geralmente relativas e não podemos saber como apareceríamos para uma sociedade com qualidade de vida muito alta.).

## Utilitarismo médio
Utilidade média (também averagismo) valoriza a maximização da utilidade média entre os membros de um grupo. Assim, um grupo de 100 pessoas, cada uma com 100 hedões (ou "pontos de felicidade") é julgado como preferível a um grupo de 1000 pessoas com 99 hedões cada. Mais intuitivamente ainda, o utilitarismo mediano avalia a existência de uma única pessoa com 100 hedões mais favoravelmente do que um resultado em que um milhão de pessoas tem uma utilidade média de 99 hedões.
O Utilitarismo médio pode levar a conclusões repugnantes se praticado com rigor. Aspectos do paradoxo de mera adição de Parfit ainda são relevantes aqui: Embora a "conclusão repugnante de Parfit" (mencionada acima) seja evitada pelo utilitarismo comum, algumas conclusões geralmente repugnantes ainda podem ser obtidas. Por exemplo, se existem duas sociedades completamente isoladas, uma uma sociedade de 100 hedões e outra uma sociedade de 99 hedões, então o utilitarismo mediano parece apoiar o abate da sociedade dos 99 hedões (esta ação violenta aumentaria a utilidade média neste cenário). Essa crítica também é exemplificada pelo monstro da utilidade de Nozick, um ser hipotético com maior capacidade de obter utilidade dos recursos, que toma todos esses recursos das pessoas de uma forma que é vista como completamente imoral.
O próprio Parfit forneceu outra crítica semelhante. O utilitarismo comum parece rejeitar o que Parfit chama de "mero acréscimo": a adição ou criação de novas vidas que, embora não sejam tão felizes quanto a média (e, portanto, diminuem a média), podem ainda viver intuitivamente bem. Criar uma vida menos que a média se tornaria um ato imoral. Além disso, em um mundo onde todos vivenciam vidas muito ruins que não valem a pena, adicionando mais pessoas cujas vidas também não valem a pena, mas são menos desagradáveis do que as vidas daqueles que já existiam, aumentariam a média, e pareceriam ser um dever moral.
Os perigos do utilitarismo comum são potencialmente evitados se aplicados de forma mais pragmática. Por exemplo, a aplicação prática do utilitarismo de regras (ou então o utilitarismo de dois níveis) pode moderar as conclusões indesejáveis supracitadas. Isto é, realmente praticar uma regra que devemos "matar qualquer um que seja menos feliz que a média" quase certamente causaria sofrimento a longo prazo. Alternativamente, o utilitarismo médio pode ser reforçado por um limiar de "vida digna de ser vivida". Esse limiar seria colocado muito baixo (sofrimento intenso) e é apenas quando uma pessoa cai abaixo desse limiar que começamos a considerar sua execução. Isto obtém a intuição de que uma "utilidade média" geralmente mais baixa deve ser suportada desde que não haja indivíduos que estejam "melhor mortos". Isso também permitiria ao utilitarismo comum reconhecer a preferência humana geral pela vida.
O utilitarismo comum é tratado como sendo tão óbvio que não precisa de nenhuma explicação no ensaio de Garrett Hardin - A Tragédia dos comuns, onde ele aponta que o objetivo de Jeremy Bentham de "o maior bem para o maior número" é impossível. Aqui ele está dizendo que é impossível maximizar tanto a população (não a felicidade total) quanto o "bom" (o que ele considera a felicidade per capita), embora o mesmo princípio de curso se aplique à felicidade média e total. Sua conclusão "queremos o máximo de bem por pessoa" é considerada auto-evidente.
Os proponentes de uma forma de utilitarismo comum (conhecido como o utilitarismo de preferência negativa média), como Roger Chao, argumentam que esse arcabouço ético evita a conclusão repugnante e leva a poucos, ou nenhum, resultado contra-intuitivo.